# Curva de calibración
Una curva de calibración es una función de transferencia que relaciona la entrada con la salida.
El método se basa en la relación proporcional entre la concentración y una determinada señal analítica (propiedad).

## Ejemplos
Ejemplo aplicado a la electrónica
Un sensor de temperatura con rango [-100 °C ; 100 °C] ofrece una relación de 1mV/°C, la señal tiene que adaptarse mediante un amplificador de ganancia 50 para un Conversor Analógico/Digital de rango +-5V.
La curva de calibración sería la que nos relaciona el rango del termómetro con el rango de entrada del Conversor Analógico/Digital.
Ejemplo aplicado a la Química

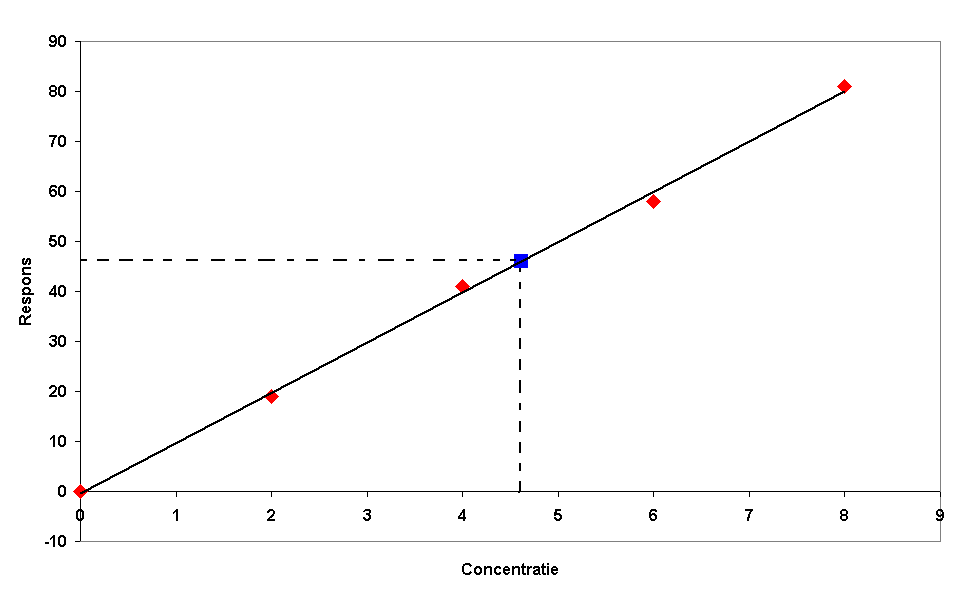
Curva de calibrado respuesta (ordenadas) frente a concentración (abscisas) donde los puntos rojos proceden de la lectura del material estándar y el cuadrado azul es leído por interpolación de los datos previos.

Es un método de química analítica empleado para medir la concentración de una sustancia en una muestra por comparación con una serie de elementos de concentración conocida. Se basa en la existencia de una relación en principio lineal entre un carácter medible (por ejemplo la absorbancia en los enfoques de espectrofotometría) y la variable a determinar (concentración). Para ello, se efectúan diluciones de unas muestras de contenido conocido y se produce su lectura y el consiguiente establecimiento de una función matemática que relacione ambas; después, se lee el mismo carácter en la muestra problema y, mediante la sustitución de la variable dependiente de esa función, se obtiene la concentración de esta. Se dice pues que la respuesta de la muestra puede cuantificarse y, empleando la curva de calibración, se puede interpolar el dato de la muestra problema hasta encontrar la concentración del analito. Las curvas de calibración suelen poseer al menos una fase de respuesta lineal sobre la que se realiza un test estadístico de regresión para evaluar su fiabilidad.
Este tema se puede aplicar a otros campos de forma análoga.